# Bajo la piel
Bajo la piel es una película peruana de 1996, dirigida por Francisco Lombardi y protagonizada por José Luis Ruiz, Diego Bertie, Gianfranco Brero y Ana Risueño.

## Sinopsis
Cuando una serie de jóvenes aparecen asesinados al estilo de la cultura mochica en Palle, el policía Percy Corso tendrá que indagar para dar con los asesinos. Con la ayuda de Marina, una patóloga forense, y un profesor especialista en los moche, el policía deberá hacer frente a sus miedos y darle fin a este caso.

## Reparto
- José Luis Ruiz como Percy Corso.
- Ana Risueño como Marina Castro.
- Diego Bertie como Gino Leyva.
- Gianfranco Brero como Profesor Pinto.
- Gilberto Torres como Faura.
- Jorge Rodríguez Paz como Fausto Leyva.
- Jorge Velásquez como Periodista Pacheco.
- Eduardo Yépez como Fiscal Rojas.
- Pierre Linares como Empleado del museo.

## Curiosidades
La película iba a ser una adaptación de una novela negra de Jim Thompson.

## Premios y nominaciones
| Año  | Lugar                                                              | País   | Categoría                                  | Nominado           | Resultado |
| ---- | ------------------------------------------------------------------ | ------ | ------------------------------------------ | ------------------ | --------- |
| 1996 | Festival de San Sebastián                                          | España | Concha de plata a mejor director           | Francisco Lombardi | Ganador   |
| 1996 | Festival Internacional del Nuevo Cine Latinoamericano de La Habana | Cuba   | Premio Coral                               | Bajo la piel       | Nominada  |
| 1996 | Festival Internacional del Nuevo Cine Latinoamericano de La Habana | Cuba   | Mejor Guion de Largometraje                | Augusto Cabada     | Ganador   |
| 1997 | Festival de Gramado                                                | Brasil | Mejor actuación                            | José Luis Ruiz     | Ganador   |
| 1997 | Festival de Gramado                                                | Brasil | Premio a Mejor director                    | Francisco Lombardi | Nominada  |
| 1997 | Premios Goya                                                       | España | Premio Goya a la mejor película extranjera | Bajo la piel       | Nominada  |